# Jorreh Sar
Jorreh Sar (persiska: مَنزِل سَر, جره سر) är en ort i Iran.   Den ligger i provinsen Mazandaran, i den norra delen av landet, 170 km nordost om huvudstaden Teheran. Antalet invånare är 424.
Terrängen runt Jorreh Sar är mycket platt. Runt Jorreh Sar är det tätbefolkat, med 636 invånare per kvadratkilometer. Närmaste större samhälle är Jūybār, 6,4 km sydost om Jorreh Sar. Trakten runt Jorreh Sar består till största delen av jordbruksmark.